# فینتان مک‌کارتی
فینتان مک‌کارتی (انگلیسی: Fintan McCarthy؛ زادهٔ ۲۳ نوامبر ۱۹۹۶) قایقران روئینگ اهل جمهوری ایرلند است.
وی در مسابقات کشوری و بین‌المللی در مجموع برندهٔ ۳ مدال طلا، ۱ مدال برنز شده‌است.